# Brían F. O'Byrne
Brían Francis O'Byrne, född 16 maj 1967 i Mullagh i County Cavan, nordöstra Irland, är en irländsk skådespelare, bosatt och verksam i USA.

## Uppväxt/utbildning
O'Byrne föddes i den lilla orten Mullagh, belägen i de sydvästra delarna av det irländska grevskapet Cavan, den 16 maj 1967. Han studerade vid Samuel Beckett Centre, som är en del av Trinity College, i Dublin. Han flyttade sedan till New York år 1990, där han också skulle komma att få en roll i en pjäs, vid namn Philadelphia, Here I Come!.

## Karriär
O'Byrne uppmärksammades för första gången, när han medverkade i Martin McDonaghs två pjäser The Beauty Queen of Leeane,och The Lonesome West. Han är känd för att ta sig an mer seriösa och dramatiska roller, bland annat som seriemördare och en präst, anklagad för sexuellt ofredande mot barn. Han har även innehaft rollen som just präst, i den Clint Eastwood-regisserade filmen Million Dollar Baby, från 2004. I maj 2007 blev O'Byrne nominerad till en Tony Award, för sin insats som Aleksandr Herzen, i Tom Stoppards pjästrilogi The Coast of Utopia. Sju år senare, det vill säga år 2014, medverkade han även i John Patrick Shanleys Broadwaypjäs Outside Mullingar, där han också fick en nominering till en Outer Critics Circle Award.
År 2011 nominerades O'Byrne till en Primetime Emmy Award, för sin insats som Bert Pierce, i miniserien Mildred Pierce. Han spelade också rollen som Aaron Stark, i ABC-serien Flashforward, mellan åren 2009 och 2010.

## Privatliv
O'Byrne är gift med den amerikanska skådespelerskan Heather Goldenhersh. Paret har två döttrar tillsammans.

## Filmografi (i urval)

### Filmer
- 2000 – An Everlasting Piece
- 2001 – Bandits
- 2001 – Disco Pigs
- 2001 – Den grå zonen
- 2003 – Intermission
- 2004 – Million Dollar Baby
- 2005 – Den nya världen
- 2006 – Bug
- 2007 – Before the Devil Knows You're Dead
- 2007 – Kärlek på menyn
- 2009 – The International
- 2010 – Brooklyn's Finest
- 2011 – Season of the Witch
- 2020 – Sergio
- 2020 – My Salinger Year
- 2022 – Miraklet
- 2024 – Konklaven

### TV-serier
- 2001 – Oz (TV-serie)
- 2005 – Law & Order: Special Victims Unit (TV-serie)
- 2007–2008 – Brotherhood (TV-serie)
- 2009–2010 – Flashforward (TV-serie)
- 2010 – Medium (TV-serie)
- 2011 – Mildred Pierce (TV-serie)
- 2015–2016 – Aquarius (TV-serie)
- 2015 – The Bastard Executioner (TV-serie)
- 2015 – The Last Ship (TV-serie)
- 2016–2017 – The Magicians (TV-serie)
- 2017 – Manhunt: Unabomber (TV-serie)